# Eupolemos (Historiker)
Eupolemos war ein antiker griechischsprachiger Geschichtsschreiber des 2. Jahrhunderts v. Chr. Er gilt als frühester jüdisch-hellenistischer Historiker.

Möglicherweise ist der hier behandelte Geschichtsschreiber identisch mit dem Gesandten Eupolemos, Sohn des Johannes, des Sohnes des Akkos. Dieser wurde im Jahr 161 v. Chr. im Auftrag der Makkabäer nach Rom gesandt, um einen Freundschaftsvertrag zu schließen.
Nur wenige Fragmente sind von Eupolemos’ Werken erhalten. Sie wurden von Alexander Polyhistor (Mitte des 1. Jahrhunderts v. Chr.) in seiner Schrift „Über die Juden“ exzerpiert und später von Clemens von Alexandria sowie Eusebius von Caesarea auszugsweise zitiert. Die erhaltenen Fragmente scheinen alle zu einer Schrift Über die Könige in Judäa (altgriechisch Περὶ τῶν ἐν τῇ Ἰουδαίᾳ βασιλέων) gehört zu haben, die von Clemens von Alexandria erwähnt wird.
Eupolemos ist zu unterscheiden von dem sogenannten Pseudo-Eupolemos (Die Fragmente der griechischen Historiker, Nr. 724).

## Ausgaben und Übersetzungen
- Felix Jacoby (Hrsg.): Die Fragmente der griechischen Historiker. Nr. 723.
- Nikolaus Walter (Übersetzer): Fragmente jüdisch-hellenistischer Historiker (= Jüdische Schriften aus hellenistisch-römischer Zeit. Band I/2). Gütersloh 1976, S. 99ff.